# Modoaldo de Tréveris
San Modoaldo de Tréveris, también conocido como Romoald, fue Arzobispo de Tréveris desde 626 hasta 645. Es venerado como santo por la Iglesia católica y las Iglesias Orientales, siendo patrón de Reichsabtei, Helmarshausen, cuya festividad se celebra el 12 de mayo.

## Biografía
Modoaldo nació en Aquitania, en el seno de una familia noble y repleta de santos. De hecho sus hermanas fueron la Beata Itta de Metz, esposa de Pipino de Landen y madre de Santa Gertrudis de Nivelles, y su otra hermana fue Santa Severa.
Modoaldo fue consejero del Rey Dagoberto I, donde conoció a San Arnulfo de Metz y a San Cuniberto de Colonia. El Rey le tenía en gran estima y le nombró obispo de Tréveris. A pesar de ello, eso no impidió que Modoaldo criticara al monarca por su vida licenciosa, críticas que afectaron a Dagoberto que se arrepintió de tal actitud.
Poco más se sabe de Modoaldo, aunque es seguro que acudió al Concilio de Reims en el año 625 y que ordenó a San Germán de Grandval, a quien había educado, y ofreció casa a San Desiderio de Cahot, según las cartas que este le escribió para agradecerle el hospedaje.